# أندرو سميث (ملحن)
أندرو سميث (بالإنجليزية: Andrew Smith)‏ هو ملحن بريطاني، ولد في 1970.